# دیشترهورن
دیشترهورن (به لاتین: Diechterhorn) یک کوه در سوئیس است که در کانتون برن واقع شده‌است. دیشترهورن ۳٬۳۸۹ متر بالاتر از سطح دریا واقع شده‌است.